# Roberto Inglese
Roberto Inglese (* 12. November 1991 in Lucera) ist ein italienischer Fußballspieler.

## Karriere

### Delfino Pescara
Inglese spielte in seiner Jugend für das Reserveteam der U-18 von Delfino Pescara in der Saison 2006/07. Als die Reservemannschaft sich mit der ersten Mannschaft zusammenschloss, rückte Inglese hierdurch in die erste Auswahl der U-18. Allerdings musste er am Ende der Saison den Abstieg mit seiner Mannschaft hinnehmen.
2010 schaffte er schließlich den Sprung in den Profikader und bestritt insgesamt sechs Partien in der italienischen dritten Liga. Mit Pescara gelang ihm der Aufstieg in der Saison 2009/10, auch wenn er mit drei Einsätzen und einem Tor wenig Anteil daran hatte. Nach dem Aufstieg in die Serie B wurde Inglese am ersten Spieltag der Saison 2010/11 gegen AC Siena eingesetzt, dies sollte sein letzter Einsatz für Delfino Pescara werden.

### Chievo Verona und Leihstationen
Am 28. August 2010 unterschrieb er bei Chievo Verona, wurde drei Tage später jedoch an den AC Lumezzane ausgeliehen, wo er an Spielpraxis und Erfahrung gewinnen konnte.
Chievo verlieh Inglese anschließend ein zweites Mal, diesmal an den FC Carpi, der Leihvertrag wurde am 2. September 2013 unterzeichnet. Sein erstes Tor für Carpi erzielte Inglese am 7. September 2013 bei einem 2:0-Auswärtssieg gegen Spezia Calcio. Mit Carpi beendete Inglese die Saison 2013/14 als 12. Platz. In der Saison 2014/15 wurde er noch einmal an Carpi ausgeliehen. Diesmal schaffte er mit Carpi den Aufstieg als erster Platz in die Serie A.
Seit seiner dritten Rückkehr zu Chievo kommt Inglese regelmäßig zum Einsatz. Am 12. Februar 2017 erzielte er einen Hattrick bei einem 3:1-Auswärtssieg gegen Sassuolo Calcio.
Am 31. August 2017 verpflichtete ihn der süditalienische Verein SSC Neapel aufgrund seiner guten Leistungen, verlieh ihn aber sogleich an Chievo Verona zurück. Neapel zahlte eine Ablösesumme von 10 Millionen Euro an Chievo. Im August 2018 wurde er zunächst für ein Jahr und im Anschluss für ein weiteres Jahr an Parma Calcio verliehen. Seit Sommer 2020 steht er fest in Parma unter Vertrag.

### Nationalmannschaft
Inglese wurde i Oktober 2017 von Gian Piero Ventura erstmals für die Italienische Nationalmannschaft nominiert, nachdem Andrea Belotti verletzt ausfiel. In den WM-Qualifikationsspielen gegen Mazedonien und Albanien blieb Inglese jedoch ohne Einsatz. Seither wurde er nicht mehr berücksichtigt.

## Erfolge

### Mit Delfino Pescara
- 2009/10: Aufstieg in die Serie B

### Mit dem FC Carpi
- 2014/15: Aufstieg in die Serie A